# Reinhard Libuda
Reinhard Libuda   (Dörentrup, 10 d'octubre de 1943 - Gelsenkirchen, 25 d'agost de 1996) fou un futbolista alemany de la dècada de 1960.
Fou 26 cops internacional amb la selecció de futbol d'Alemanya Federal, amb la qual participà a la Copa del Món de Futbol de 1970.
Pel que fa a clubs, defensà els colors de FC Schalke 04, Borussia Dortmund i RC Strasbourg.